# Bruflat
Bruflat ist eine Ortschaft in der norwegischen Kommune Etnedal in der Provinz (Fylke) Innlandet. Der Ort stellt das Verwaltungszentrum von Etnedal dar und hat 228 Einwohner (Stand: 1. Januar 2024).

## Geografie
Bruflat ist ein sogenannter Tettsted, also eine Ansiedlung, die für statistische Zwecke als eine Ortschaft gewertet wird. Tettstednummer ist die 1715. Der Ort liegt im südlicheren Bereich der Kommune Etnedal. Er wird vom Fluss Etna durchflossen. Aus dem Westen kommen die beiden kleineren Fließgewässer Fjellselve und Bergselve, die zunächst ineinander münden und dann in die Etna fließen.

## Geschichte
Bis zum 31. Dezember 2019 gehörte Etnedal und somit auch Bruflat der damaligen Provinz Oppland an. Sie ging im Zuge der Regionalreform in Norwegen in die zum 1. Januar 2020 neu geschaffene Provinz Innlandet über.
Die Bruflat kyrkje ist eine Holzkirche aus dem Jahr 1750. Sie hat einen kreuzförmigen Grundriss.

## Verkehr
Durch den Ort führt der Fylkesvei 251, der parallel zur Etna verläuft. In Bruflat mündet der aus dem Südwesten kommende Fylkesvei 2466 in die Straße.